# Dicranomyia bicolor
Dicranomyia bicolor är en tvåvingeart som beskrevs av Enrico Adelelmo Brunetti 1918. Dicranomyia bicolor ingår i släktet Dicranomyia och familjen småharkrankar. Inga underarter finns listade i Catalogue of Life.